# Duncan Duff
Pour les articles homonymes, voir Duff.
Duncan Duff, né le 8 février 1964 à Édimbourg (en Écosse, au Royaume-Uni), est un acteur britannique.

## Biographie

### Formation
- Université de Liverpool
- Royal Academy of Dramatic Art (jusqu'en 1987)

## Filmographie partielle

### Au cinéma
- 1986 : King's Christmas : Trevor King
- 1992 : Carry on Columbus : Inquisitor #2
- 1995 : B Movie Status
- 1998 : Middleton's Changeling : Antonio
- 2005 : Festival : Gordon Menzies
- 2007 : If I'm Spared : Tom
- 2007 : The Girls : Richard
- 2010 : The Canary : Alexander
- 2010 : Petits meurtres à l'anglaise (Wild Target) : Jeweller
- 2010 : Cadavres à la pelle (Burke and Hare) : Attendant
- 2011 : Island : Social Worker
- 2013 : Killer Moves : The Velvet Glove
- 2014 : Ivory Stage : Peter Grey
- 2016 : A Quiet Passion : Austin Dickinson
- 2016 : Clean Sheets : Will
- 2020 : La Baie du silence (The Bay of Silence) de Paula van der Oest : le curator

### À la télévision
- 1990 : The Play on One (série télévisée) : Brian
- 1990 : This Is David Harper (série télévisée) : Lorry Driver
- 1992 : Between the Lines (en) (série télévisée) : Officer 1
- 1992 : In Dreams (TV) : Vicar
- 1993 : London's Burning (série télévisée) : Russell
- 1994 : Calling the Shots (série télévisée) : Matt
- 1994 : May to December (série télévisée) : Robbie
- 1995 : Hamish Macbeth (série télévisée) : Doc Brown
- 1998 : The Creatives (série télévisée) : Greg Jackson
- 2000 : Big Kids (série télévisée) : Dr. Geoff Spiller
- 2002 : River City (série télévisée) : Lewis Cope
- 2004 : If... (série télévisée) : George Rowling Q.C.
- 2005 : The Bill (série télévisée) : Brian York
- 2005 : Doctors (série télévisée) : Keith Watson
- 2005 : Broken News (série télévisée) : Richard Pritchard - ESN
- 2006 : Rosemary and Thyme (série télévisée) : Frank Minelli
- 2006 : Doctor Who (série télévisée) : Newsreader
- 2006 : Not Going Out (série télévisée) : Pete
- 2007 : Skins (série télévisée) : Congratulations Leader
- 2007 : Roman Mysteries (série télévisée) : Domitian
- 2009 : New Town (TV) : Ernst de Bont
- 2010 : The Tudors (série télévisée) : Governor of Boulogne
- 1990 : Taggart (série télévisée) : Sammy Kirkwood
- 2010 : Lip Service (série télévisée) : Tom Sutherland
- 1991 : Casualty (série télévisée) : Pete
- 2012 : Silent Witness (série télévisée) : Counsel 2
- 2013 : A Touch of Cloth (série télévisée) : Gus Plotpoint
- 2014 : Waterloo Road (série télévisée) : Arran MacKenzie